# Mr. Bombastic
Mr. Bombastic (Alternativtitel: Mister Bombastic; Originaltitel: A Thin Line Between Love and Hate) ist eine US-amerikanische Komödie aus dem Jahr 1996. Bei dem Film führte Martin Lawrence Regie, verfasste das Drehbuch, war Produzent und als Hauptdarsteller aktiv.

## Handlung
Darnell ist ein Frauenheld und Angestellter des Nachtclubs Chocolate City. Sein Ziel ist es, Nachtclubbesitzer zu werden. Für Gefälligkeiten von Frauen lässt er die Damen als V.I.P. in den Club. Obwohl er die Frauen ausnutzt, denkt er immer wieder an seine Abenteuer mit seiner Jugendliebe. Als er die elegante Brandi kennenlernt, glaubt er, verliebt zu sein. Seine Annäherungsversuche werden von ihr anfangs ignoriert, und beide kommen doch zusammen. Doch da findet Darnell heraus, dass er Mia noch immer liebt, die er zuvor wiedergesehen hat. Er gibt Brandi einen Korb, die sich darauf als Stalkerin entpuppt. Darnell und Mia verloben sich in der Hoffnung, Brandi nicht mehr wiederzusehen. Doch auch das hilft nicht. Am Ende liegt Darnell im Krankenhaus und denkt über seine Situation gegenüber Frauen nach, wobei Darnell auf einem Fahndungsfoto zu sehen ist.

## Produktion
Der Film hatte ein Budget von acht Millionen US-Dollar und spielte alleine in den Vereinigten Staaten über 34,9 Millionen US-Dollar ein.
Neben Martin Lawrence waren auch George Jackson und Doug McHenry als Produzent beteiligt deren Filmproduktionsfirma „The Jackson/McHenry“ den Film zusammen mit Savoy Pictures, You Go Boy! Productions produzierte. New Line Cinema hatte die Rechte für die Kinovorführungen und brachte den Film 1996 in die Kinos. Fox Network strahlte den Film im Jahr 1999 das erste Mal aus.
Die Dreharbeiten begannen am 5. Juni 1995 in Los Angeles, Kalifornien und endeten am 11. August 1995. Dabei wurden Außenaufnahmen in Downtown und in der Los Angeles City Hall gemacht.

## Veröffentlichung
Der Film hatte am 3. April 1996 in den USA unter dem Titel A Thin Line Between Love and Hate Premiere, bevor er unter dem Namen A Thin Line Between Love & Hate auf Video erschien. In den deutschen Kinos lief der Film am 9. Mai 1996 an. Im Vereinigten Königreich kam Mister Bombastic am 28. Juni, in Australien am 25. Juli und in Südafrika am 18. Oktober 1996 in die Kinosäale. Im Jahr darauf erschien der Film in Ungarn, am 27. März und in den japanischen Kino ab dem 10. Mai 1997. In Portugal erschien Mister Bombastic unter dem Titel Entre o Ódio e o Amor direkt auf Video.

## Trivia
- Regina King, die den Charakter Mia darstellte, war bei den Dreharbeiten schwanger und teilte dies den Verantwortlichen erst nach Fertigstellung des Films mit.
- In dem Film sieht man in Smittys Büro ein Poster von Shaft aus dem Jahr 1971 und ein weiteres von The Mack (1973).